# Хуан Томас Энрикес де Кабрера и Альварес де Толедо
Хуан Томас Энрикес де Кабрера и Альварес де Толедо, 7-й Герцог Медина-де-Риосеко (исп. Juan Tomás Enríquez de Cabrera y Álvarez de Toledo; 21 декабря 1646, Генуя — 29 июня 1705, Эштремош) — испанский аристократ, военный и государственный деятель из семьи Энрикес, имперский фельдмаршал. 
То, что он занял позицию в пользу претендента Карла Австрийского во время войны за испанское наследство, привело к его падению и изгнанию.

## Биография

### Ранние годы
Родился 21 декабря 1646 года в Генуе, когда его мать и дед по отцовской линии, дон Хуан Альфонсо Энрикес де Кабрера-и-Колонна, испанский вице-король Неаполя временно остановились в этом городе на пути в Испанию. 
В 1663 году 16-летним юношей женился на аристократке  Ане Каталине де ла Серда-и-Энрикес де Рибера (?—1696), дочери 7-го герцога Мединасели. В этом браке родилось несколько детей, но ни один не дожил до взрослого возраста.
В юности дон Хуан, носивший при жизни отца титул графа Мельгара, отличался заносчивым и задиристым характером, и участием в большом количестве проделок, конфликтов и шуток, далеко не всегда безобидных. Однако, статус и влияние семьи позволили ему избежать наказания за свои неоднозначные действия.
В 1669 году служил капитаном в элитном кавалерийском полку, сохранившем верность несовершеннолетнему королю Карлу II во время его конфликта со сводным братом, Хуаном Хосе Австрийском. Полк, несмотря на верность королю, отличался недисциплинированностью, отказывался подчиняться местным властям и запомнился многочисленными эксцессами против мирных  жителей Мадрида, которых он, теоретически, охранял. В июле 1670 года, после вооружённого конфликта между солдатами графа Мельгара и солдатами другого элитного полка, в результате которого было ранено несколько человек, он лишился престижной должности в полку и был удалён из столицы, получив вместо этого под своё командование полевую часть в Ломбардии. Так началась его карьера  военачальника. 

### Служба в Италии
Положение в Ломбардии в то время было сложным: войска Людовика XIV, вступившие во франко-голландскую войну и столкнувшиеся с Четверным союзом, частью которого была Испания, заняли часть Сицилии и угрожали Неаполю. Через пять лет после прибытия граф Мельгар был произведен в генералы миланской кавалерии.
В 1676 году, после смерти Папы Римского Климента X, Хуан был назначен послом Испании в Риме. Ему было поручено поддерживать на конклаве кандидатуру Бенедетто Джулио Одескальки, который в итоге и был избран следующим Папой, и стал известен как Иннокентий XI.
В 1678 году дон Хуан был назначен исполняющим обязанности испанского губернатора Милана (вместо принца (князя) Клода Ламораля де Линя). В следующем году принц де Линь скончался, а дон Хуан получил должность миланского губернатора, уже как постоянную. В 1683 году он оказал помощь Генуе, атакованный французским флотом адмирала Дюкена.
В 1685 году дон Хуан подал в отставку, в знак протеста против  изгнанием из Мадрида своего зятя, герцога Мединасели. Король Карл II назначил его послом в Риме, но дон Хуан Томас, проигнорировав назначение, вернулся в Испанию, после чего был сослан в свой замок Кока.

### Дальнейшая карьера
В апреле 1688 года в Каталонии произошло народное восстание, которое тогдашний вице-король Каталонии, Диего Фелипе де Гусман, маркиза Леганес, не сумел подавить. На его место был назначен вызванный из ссылки граф Мельгар, который справился с задачей довольно быстро, и уже в конце того же года вернулся в Мадрид. 
Примерно в то же время граф Мельгар стал рыцарем ордена Калатравы.
В 1691 году, после смерти отца, унаследовал его наследственные должности и титулы.  
Овдовев в феврале 1696 года, уже летом 1697 года повторно женился — на Ане Каталине де ла Серда-и-Арагон (1663—1698), родной племяннице своей предыдущей жены, однако год спустя она умерла.
В 1702 году король Филипп V назначил дона Хуана послом во Франции.
Однако дон Хуан проявил нелояльность к Филиппа V, поддержав притязания на испанский престол эрцгерцога Карла Австрийского, из-за чего был вынужден бежать в Португалию.
Скончался в Португалии, в городе Эштремош.  К моменту кончины дона Хуана у него не было законных выживших детей, так что его титулы достались младшему брату.